# Сона (річка)
Со́на (фр. Saône фр.: [son]; арп. Sona; лат. Arar) — річка на сході Франції, права притока Рони. Бере початок неподалік селища Вьоменіль департаменту Вогези, тече у переважно південному напрямі, завдовжки 480 км, впадає у Рону в м. Ліоні.
Протягом 365 км від гирла річка судноплавна, з'єднана за допомогою каналів у воднотранспортну систему з Рейном, Мозелем, Маасом, Сеною та Луарою.
До приходу на землі східної Франції римлян була відома під назвою Арар.